# Ред-Дир
Ред-Дир (англ. Red Deer — Благородный олень) — город в центральной Альберте (Канада) на реке Ред-Дир, благодаря которой и получил своё название. Расположен между городами Калгари и Эдмонтон, является четвертым густонаселенным городом провинции. Площадь Ред-Дира — 69,23 км². Население согласно переписи 2021 года составляло 100 844 человека (примерно по 966,5 человек на один квадратный километр). Девиз города — Education, Industry and Progress (рус. образование, промышленность и прогресс).
Экономика города базируется на добывающих отраслях промышленности, добыче нефти и газа, строительстве, розничной торговле, производстве. Также развиты розничная торговля, образование, здравоохранение. По состоянию на февраль 2025 года характеризовался наивысшим уровнем безработицы в Альберте – 9,7%.
Основателем и первым мэром города был Леонард Гаец (1841—1907) из провинции Новая Шотландия. В его честь была названа главная улица города.

## География
Город расположен на реке Ред-Дир, имеет холмистый рельеф. Флора и фауна характерны для осиновой лесостепи.

## Климат
В городе Ред-Дир холодно-умеренный климат. В течение года выпадает значительное количество осадков. По классификации Кёппена — влажный континентальный климат (индекс Dfb) с прохладным летом и равномерным увлажнением в течение года.
| Показатель                                                              | Янв.  | Фев.  | Март  | Апр. | Май  | Июнь | Июль | Авг. | Сен. | Окт. | Нояб. | Дек.  | Год  |
| ----------------------------------------------------------------------- | ----- | ----- | ----- | ---- | ---- | ---- | ---- | ---- | ---- | ---- | ----- | ----- | ---- |
| Абсолютный максимум, °C                                                 | 11,0  | 18,1  | 24,8  | 28,1 | 34,5 | 33,5 | 34,0 | 34,5 | 34,4 | 29,0 | 21,0  | 16,8  | 34,5 |
| Средний суточный максимум, °C                                           | −7,7  | −3,8  | 1,3   | 10,3 | 17,1 | 20,6 | 22,8 | 22,1 | 17,2 | 12,1 | 0,9   | −5,3  | 9,4  |
| Средняя температура, °C                                                 | −13,7 | −10   | −4,8  | 3,7  | 9,9  | 13,7 | 15,8 | 14,9 | 10,0 | 4,7  | −5    | −11,2 | 2,3  |
| Средний суточный минимум, °C                                            | −19,6 | −16,1 | −10,8 | −2,8 | 2,8  | 6,9  | 8,8  | 7,7  | 2,8  | −2,6 | −10,8 | −17,1 | −4   |
| Абсолютный минимум, °C                                                  | −43   | −41   | −37,3 | −23  | −8,8 | −2   | 0,8  | −4,3 | −8   | −27  | −35,7 | −42   | −43  |
| Норма осадков, мм                                                       | 21    | 15    | 17    | 23   | 48   | 81   | 82   | 64   | 48   | 19   | 14    | 17    | 449  |
| Источник: Средние температуры и осадки, Абсолютные минимумы и максимумы |       |       |       |      |      |      |      |      |      |      |       |       |      |

## Известные уроженцы
- Леонидас Алаоглу  — математик
- Уэсли, Глен  — хоккеист
- Эльм, Стивен  — конькобежец
- Хантер, Трент  — хоккеист
- Кочер, Зина  — биатлонистка